# Nico Pulzetti
Nico Pulzetti (Rimini, 13 febbraio 1984) è un allenatore di calcio ed ex calciatore italiano, di ruolo centrocampista, tecnico del Conegliano.

## Carriera

### Club

#### Esordio al Cesena ed Hellas Verona
Cresciuto nel vivaio del Cesena, Pulzetti ha debuttato a vent'anni in C1 con i bianconeri. La stagione successiva (2004-2005) viene spedito a farsi le ossa in C2, al Castelnuovo Garfagnana, con cui disputa 31 incontri mettendo a segno 5 reti. Le sue prestazioni hanno attirato l'attenzione di molti club su di lui, tanto che nell'estate 2005 ha partecipato ai Giochi del Mediterraneo.
In estate passa al Verona nell'ambito di uno scambio di comproprietà tra lui e Papa Waigo. A Verona riesce immediatamente a ritagliarsi i suoi spazi, diventando dapprima la prima riserva del centrocampo e conquistando poi nel finale di stagione un posto da titolare. Conclude la stagione con 30 presenze ed una rete. Nella stagione 2006-07 diventa perno fondamentale del centrocampo della squadra gialloblu, ottenendo, al termine del campionato, 38 gettoni in campionato conditi da 2 gol.

#### Livorno, Bari e Chievo
Il 17 luglio 2007 è stato ingaggiato dal Livorno, in Serie A, andando a indossare la maglia numero 7. Ha esordito in Serie A il 25 agosto 2007 in Juventus-Livorno 5-1. Il 31 ottobre 2007 segna la sua prima rete in Serie A in Reggina-Livorno 1-3. Il 13 febbraio seguente segna un gol contro il Milan (conclusa sull'1-1) con un tiro dal limite dell'area nel giorno del suo ventiquattresimo compleanno. Dopo la retrocessione nella serie cadetta degli amaranto, Pulzetti resta comunque a Livorno, nonostante vi siano interessi da parte di diverse squadre italiane e nonostante lui voglia rimanere in massima serie. Il 18 settembre 2008 rinnova con la società toscana fino al giugno 2013. L'anno successivo però la squadra amaranto fa subito ritorno in Serie A, ma solo per un anno visto che nella stagione 2009/2010 si posiziona all'ultimo posto e torna in Serie B. In questa stagione Pulzetti continua a ricevere offerte da alcuni club di Serie A ma non viene ceduto. Il 1º luglio 2010 si trasferisce in prestito a titolo oneroso al Bari, con diritto di riscatto della metà a favore della società pugliese, firmando un contratto di quattro anni. Segna il suo primo gol con i galletti in Coppa Italia contro il Torino.
Il 25 gennaio 2011 passa al Chievo Verona in prestito con diritto di riscatto; al Bari in cambio si trasferisce Simone Bentivoglio.
Esordisce con i veronesi nel pareggio per 1-1 contro la Lazio all'Olimpico di Roma. Il 23 giugno 2011 il Chievo decide di non riscattare il centrocampista, che torna quindi in Toscana.

#### Il passaggio al Bologna
Il 30 giugno successivo, viene acquistato a titolo definitivo dal Bologna. Nell'operazione che ha portato il centrocampista romagnolo in terra felsinea, i rossoblù inseriscono come contropartita per la società amaranto il giovane difensore della primavera Riccardo Regno che si trasferirà a Livorno in Serie B a titolo definitivo.

#### Prestiti a Siena e Cesena
Il 9 agosto 2013 viene acquistato in prestito dal Siena, collezionando nella stagione 2013-2014, 37 presenze segnando 7 reti in serie cadetta. Tornato a Bologna, Il 23 agosto 2014 i felsinei cedono nuovamente il giocatore in prestito, questa volta al Cesena. Poco utilizzato, segna tuttavia un gol decisivo il 25 gennaio 2015, nella vittoriosa trasferta di Parma.

#### Spezia, Padova e le ultime esperienze
Il 7 gennaio 2016 viene ceduto a titolo definitivo allo Spezia in Serie B, dove in un anno e mezzo disputa 50 partite segnando 4 reti.
Nell'estate 2017 firma un contratto biennale con il Padova diventando sin da subito, il capitano della società patavina. Al termine della stagione 2017-18 conquista con il club biancoscudato la serie B.
Il 22 aprile 2019 sigla la rete del pareggio nella partita terminata 1-1 in trasferta contro il Palermo.
Retrocesso in Serie C con il Padova, nell'estate 2019, alla scadenza del contratto, scende di due categorie, firmando con il Sandonà, nell'Eccellenza Veneto.

#### Montebelluna ed inizio dell'esperienza di allenatore
L’anno seguente passa al Montebelluna in Serie D come giocatore. Nel mese di Febbraio 2021 viene nominato allenatore-giocatore della squadra, viene esonerato il 2 giugno 2021 dall'incarico di allenatore terminando anche la carriera da calciatore.

### Allenatore

#### Calvi Noale
Il 20 ottobre 2021 viene ingaggiato dal Calvi Noale, formazione iscritta al campionato di Eccellenza Veneta  al posto di Matteo Vianello, conquistando un sesto posto finale e venendo confermato per la stagione successiva. La stagione 2022-23, conduce la squadra sino alla finale playoff (Persa 1-2 con la Godigese).

#### United Riccione
Il 30 maggio seguente lo United Riccione, club di Serie D, comunica di avergli affidato la guida tecnica della prima squadra, per la stagione 2023-24, a partire dal 1º luglio successivo. Il 9 ottobre , dopo il pareggio con il Fossombrone la formazione romagnola ne ufficializza l'esonero. 
Ritorno al Calvi Noale
Dopo nemmeno 20 giorni dall'esonero da parte della formazione romagnola torna in panchina. Il 24 ottobre 2023 infatti ritorna alla guida del Calvi Noale, formazione Veneta di Eccellenza, dove subentra all' esonerato Michele Antonelli. Al termine della stagione riesce a centrare la promozione nel campionato di Serie D. Nella stagione del ritorno in quarta riesce a portare la squadra alla salvezza e il 5 maggio 2025 la società annuncia che il rapporto di collaborazione con il tecnico si interromperà alla naturale scadenza del contratto, ovvero il seguente 30 giugno. 
Conegliano
Il 17 maggio 2025 il Conegliano, squadra veneta neo promossa in Serie D, lo annuncia come nuovo allenatore a partire dal successivo 1° luglio. 

## Statistiche

### Presenze e reti nei club
| Stagione        | Squadra         | Campionato      | Campionato | Campionato | Coppe nazionali | Coppe nazionali | Coppe nazionali | Coppe continentali | Coppe continentali | Coppe continentali | Altre coppe | Altre coppe | Altre coppe | Totale | Totale |
| Stagione        | Squadra         | Comp            | Pres       | Reti       | Comp            | Pres            | Reti            | Comp               | Pres               | Reti               | Comp        | Pres        | Reti        | Pres   | Reti   |
| --------------- | --------------- | --------------- | ---------- | ---------- | --------------- | --------------- | --------------- | ------------------ | ------------------ | ------------------ | ----------- | ----------- | ----------- | ------ | ------ |
| 2003-2004       | Cesena          | C1              | 3          | 0          | CI+CI-C         | 0+1             | 0               | -                  | -                  | -                  | -           | -           | -           | 4      | 0      |
| 2004-2005       | Castelnuovo     | C2              | 31         | 5          | CI-C            | 7               | 1               | -                  | -                  | -                  | -           | -           | -           | 38     | 6      |
| 2005-2006       | Verona          | B               | 30         | 1          | CI              | 2               | 1               | -                  | -                  | -                  | -           | -           | -           | 32     | 2      |
| 2006-2007       | Verona          | B               | 38+2       | 2          | CI              | 2               | 0               | -                  | -                  | -                  | -           | -           | -           | 42     | 2      |
| Totale Verona   | Totale Verona   | Totale Verona   | 68+2       | 3          |                 | 4               | 1               |                    | -                  | -                  |             | -           | -           | 74     | 4      |
| 2007-2008       | Livorno         | A               | 26         | 2          | CI              | 0               | 0               | -                  | -                  | -                  | -           | -           | -           | 26     | 2      |
| 2008-2009       | Livorno         | B               | 38+4       | 2          | CI              | 2               | 0               | -                  | -                  | -                  | -           | -           | -           | 44     | 2      |
| 2009-2010       | Livorno         | A               | 29         | 1          | CI              | 2               | 0               | -                  | -                  | -                  | -           | -           | -           | 31     | 1      |
| Totale Livorno  | Totale Livorno  | Totale Livorno  | 93+4       | 5          |                 | 4               | 0               |                    | -                  | -                  |             | -           | -           | 101    | 5      |
| 2010-gen. 2011  | Bari            | A               | 15         | 0          | CI              | 3               | 1               | -                  | -                  | -                  | -           | -           | -           | 18     | 1      |
| gen.-giu. 2011  | Chievo          | A               | 7          | 1          | CI              | 0               | 0               | -                  | -                  | -                  | -           | -           | -           | 7      | 1      |
| 2011-2012       | Bologna         | A               | 25         | 0          | CI              | 2               | 0               | -                  | -                  | -                  | -           | -           | -           | 27     | 0      |
| 2012-2013       | Bologna         | A               | 6          | 0          | CI              | 2               | 0               | -                  | -                  | -                  | -           | -           | -           | 8      | 0      |
| 2013-2014       | Siena           | B               | 37         | 7          | CI              | 5               | 1               | -                  | -                  | -                  | -           | -           | -           | 42     | 8      |
| 2014-2015       | Cesena          | A               | 9          | 1          | CI              | 0               | 0               | -                  | -                  | -                  | -           | -           | -           | 9      | 1      |
| Totale Cesena   | Totale Cesena   | Totale Cesena   | 12         | 1          |                 | 1               | 0               |                    | -                  | -                  |             | -           | -           | 13     | 1      |
| 2015-gen. 2016  | Bologna         | A               | 0          | 0          | CI              | 0               | 0               | -                  | -                  | -                  | -           | -           | -           | 0      | 0      |
| Totale Bologna  | Totale Bologna  | Totale Bologna  | 31         | 0          |                 | 4               | 0               |                    | -                  | -                  |             | -           | -           | 35     | 0      |
| gen.-giu. 2016  | Spezia          | B               | 16+2       | 1          | CI              | 1               | 0               | -                  | -                  | -                  | -           | -           | -           | 19     | 1      |
| 2016-2017       | Spezia          | B               | 28         | 3          | CI              | 3               | 0               | -                  | -                  | -                  | -           | -           | -           | 31     | 3      |
| Totale Spezia   | Totale Spezia   | Totale Spezia   | 44+2       | 4          |                 | 4               | 0               |                    | -                  | -                  |             | -           | -           | 50     | 4      |
| 2017-2018       | Padova          | C               | 25         | 4          | CI+CI-C         | 2+1             | 0               | -                  | -                  | -                  | SC          | 2           | 0           | 30     | 4      |
| 2018-2019       | Padova          | B               | 28         | 2          | CI              | 2               | 0               | -                  | -                  | -                  | -           | -           | -           | 30     | 2      |
| Totale Padova   | Totale Padova   | Totale Padova   | 53         | 6          |                 | 5               | 0               |                    | -                  | -                  |             | 2           | 0           | 60     | 6      |
| Totale carriera | Totale carriera | Totale carriera | 391+8      | 32         |                 | 37              | 4               |                    | -                  | -                  |             | 2           | 0           | 438    | 36     |

### Statistiche da allenatore
Statistiche aggiornate al 5 maggio 2025.
| Stagione           | Squadra            | Campionato         | Campionato | Campionato | Campionato | Campionato | Coppe nazionali | Coppe nazionali | Coppe nazionali | Coppe nazionali | Coppe nazionali | Coppe continentali | Coppe continentali | Coppe continentali | Coppe continentali | Coppe continentali | Altre coppe | Altre coppe | Altre coppe | Altre coppe | Altre coppe | Totale | Totale | Totale | Totale | % Vittorie |
| Stagione           | Squadra            | Comp               | G          | V          | N          | P          | Comp            | G               | V               | N               | P               | Comp               | G                  | V                  | N                  | P                  | Comp        | G           | V           | N           | P           | G      | V      | N      | P      | %          |
| ------------------ | ------------------ | ------------------ | ---------- | ---------- | ---------- | ---------- | --------------- | --------------- | --------------- | --------------- | --------------- | ------------------ | ------------------ | ------------------ | ------------------ | ------------------ | ----------- | ----------- | ----------- | ----------- | ----------- | ------ | ------ | ------ | ------ | ---------- |
| feb.-mag. 2021     | Montebelluna       | D                  | 15         | 3          | 4          | 8          | -               | -               | -               | -               | -               | -                  | -                  | -                  | -                  | -                  | -           | -           | -           | -           | -           | 15     | 3      | 4      | 8      | 20,00      |
| 2021-2022          | Calvi Noale        | Ecc.               | 26         | 12         | 4          | 10         | CI-DV           | 4               | 3               | 0               | 1               | -                  | -                  | -                  | -                  | -                  | -           | -           | -           | -           | -           | 30     | 15     | 4      | 11     | 50,00      |
| 2022-2023          | Calvi Noale        | Ecc.               | 36+1       | 21         | 11         | 4+1        | CI-DV           | 4               | 2               | 0               | 2               | -                  | -                  | -                  | -                  | -                  | -           | -           | -           | -           | -           | 41     | 23     | 11     | 7      | 56,10      |
| lug.-ott. 2023     | United Riccione    | D                  | 5          | 2          | 1          | 2          | CI-D            | 1               | 0               | 0               | 1               | -                  | -                  | -                  | -                  | -                  | -           | -           | -           | -           | -           | 6      | 2      | 1      | 3      | 33,33      |
| ott. 2023-2024     | Calvi Noale        | Ecc.               | 23         | 16         | 2          | 5          | CI-DV           | 1               | 0               | 0               | 1               | -                  | -                  | -                  | -                  | -                  | -           | -           | -           | -           | -           | 24     | 16     | 2      | 6      | 66,67      |
| 2024-2025          | Calvi Noale        | D                  | 38         | 12         | 11         | 15         | CI-D            | 1               | 0               | 0               | 1               | -                  | -                  | -                  | -                  | -                  | -           | -           | -           | -           | -           | 39     | 12     | 11     | 16     | 30,77      |
| Totale Calvi Noale | Totale Calvi Noale | Totale Calvi Noale | 124        | 61         | 28         | 35         |                 | 10              | 5               | 0               | 5               |                    | -                  | -                  | -                  | -                  |             | -           | -           | -           | -           | 135    | 66     | 28     | 40     | 48,89      |
| Totale carriera    | Totale carriera    | Totale carriera    | 144        | 66         | 33         | 45         |                 | 11              | 5               | 0               | 6               |                    | -                  | -                  | -                  | -                  |             | -           | -           | -           | -           | 155    | 59     | 33     | 51     | 38,06      |

## Palmarès

### Club

#### Competizioni nazionali
- Coppa Italia Serie C: 1

Cesena: 2003-2004
- Serie C: 1

Padova: 2017-2018 (girone B)
- Supercoppa di Serie C: 1

Padova: 2018

#### Competizioni regionali
- Coppa Italia Dilettanti Veneto: 1

San Donà: 2019-2020

### Allenatore

#### Competizioni regionali
- Eccellenza: 1

Calvi Noale: 2023-2024 (girone B)